# 堀秀治
堀秀治（日语：／ Hori Hideharu，1576年—1606年7月1日）日本安土桃山時代至江戶時代初期武將、大名。越後福島藩第一任藩主。堀秀政長子。
天正18年（1590年）父親秀政參加小田原征伐，但是在尚未結束前病死，秀治於是繼承家督。與父親一樣是個智勇兼備的才俊人物。
文祿元年（1592年）的文祿之役參陣名護屋城。隔年（1593年）對於打造伏見城有功，豐臣秀吉在死前增加移封從越前北之庄城18萬石增加至春日山城30萬石。
慶長5年（1600年）關原之戰加入東軍，鎮壓上杉景勝舊臣所領導的一揆。
慶長11年（1606年）死去，長子忠俊繼承之。